# Metaphycus gallicola
Metaphycus gallicola är en stekelart som beskrevs av John S. Noyes och Paul E. Hanson 1996. Metaphycus gallicola ingår i släktet Metaphycus och familjen sköldlussteklar.
Artens utbredningsområde är Costa Rica. Inga underarter finns listade i Catalogue of Life.